# Iceberg (roman)
Pour les articles homonymes, voir Iceberg (homonymie).
Iceberg (titre original : Iceberg) est un roman policier américain de Clive Cussler paru en 1975.

## Résumé
Alors qu'il passe ses vacances sur les plages de Californie, Dirk Pitt est envoyé dans l'Atlantique Nord pour enquêter sur la découverte d'un iceberg contenant un yacht de luxe disparu depuis plusieurs mois. Les premiers indices lancent le héros à la poursuite d'un fou multimillionnaire, en passe de bouleverser l'équilibre politique et économique du monde.

## Personnages
- Dirk Pitt